# 알렉상드르 알퐁스
알렉상드르 알퐁스(프랑스어: Alexandre Alphonse, 1982년 6월 17일 ~)는 프랑스의 전 축구 선수이자 현 지도자이며, 현역 시절 포지션은 공격수였다.

## 수상

### FC 취리히
- 스위스 슈퍼리그

우승 (3회) : 2005-06, 2006-07, 2008-09